# لوست كريك (كنتاكي)
لوست كريك هي مجتمع غير مدمج في مقاطعة برتهيت، كنتاكي. تقع عند تقاطع طريق كنتاكي 15 و476 على 5.9 ميل (9.5 كـم) جنوب شرق جاكسون. لدى لوست كريك مكتب بريد برمز بريدي "41348"، تم افتتاحه في 11 أكتوبر 1849.